# 17958 Schoof
A 17958 Schoof (ideiglenes jelöléssel 1999 JE33) a Naprendszer kisbolygóövében található aszteroida. A LINEAR projekt keretében fedezték fel 1999. május 10-én.